# Fronte di Salvezza Nazionale (Egitto)
Il Fronte di Salvezza Nazionale è un'alleanza di partiti politici egiziani di varia estrazione, unita dalla comune opposizione al governo filo-fondamentalista islamico di Mohamed Morsi, che è anche un componente di alto rango all'interno dei Fratelli Musulmani.
Dopo che Morsi annunciò il decreto che gli conferiva poteri illimitati senza il controllo della legge, come garantito dalla Costituzione egiziana, la lotta di potere divenne più aspra, e l'8 dicembre 2012 il decreto fu abolito, non calmando però le proteste degli anti-morsisti e della sinistra radicale laicista e anti-fondamentalista.
Ha recentemente sostenuto il golpe militare egiziano, ed ha annunciato che l'alleanza si scioglierà per le elezioni politiche egiziane del 2014, anche a causa dello spostamento dell'asse tra partiti laici di centro-destra e quelli anti-capitalisti di sinistra.

## Partiti membri

### Sinistra
- Partito Nazionale Unionista Progressista
- Partito dell'Alleanza Socialista Popolare
- Partito Socialista Egiziano
- Socialisti Rivoluzionari
- Partito Comunista Egiziano

### Centro-sinistra
- Partito Socialdemocratico Egiziano
- Corrente Popolare Egiziana
- Partito Nasserista Unito
- Partito degli Egiziani Liberi
- Partito Egitto Libero

### Centro
- Partito della Costituzione
- Partito dei Liberi Egiziani
- Partito del Fronte Democratico
- Partito della Conferenza
- Partito Misruna della Riforma e dello Sviluppo

### Centro-destra
- Neo-Wafd

| Controllo di autorità | VIAF (EN) 129364782 · LCCN (EN) no2005065141 |